# 최용묵
최용묵(1948년 3월 1일 ~ )은 대한민국의 기업인이다.

## 출신 학교
- 대전고등학교
- 성균관대학교 상학과 학사

## 주요 경력
- 현대엘리베이터 이사
- 현대엘리베이터 상무
- 현대엘리베이터 부사장
- 현대엘리베이터 대표이사 사장